# Paz Armada

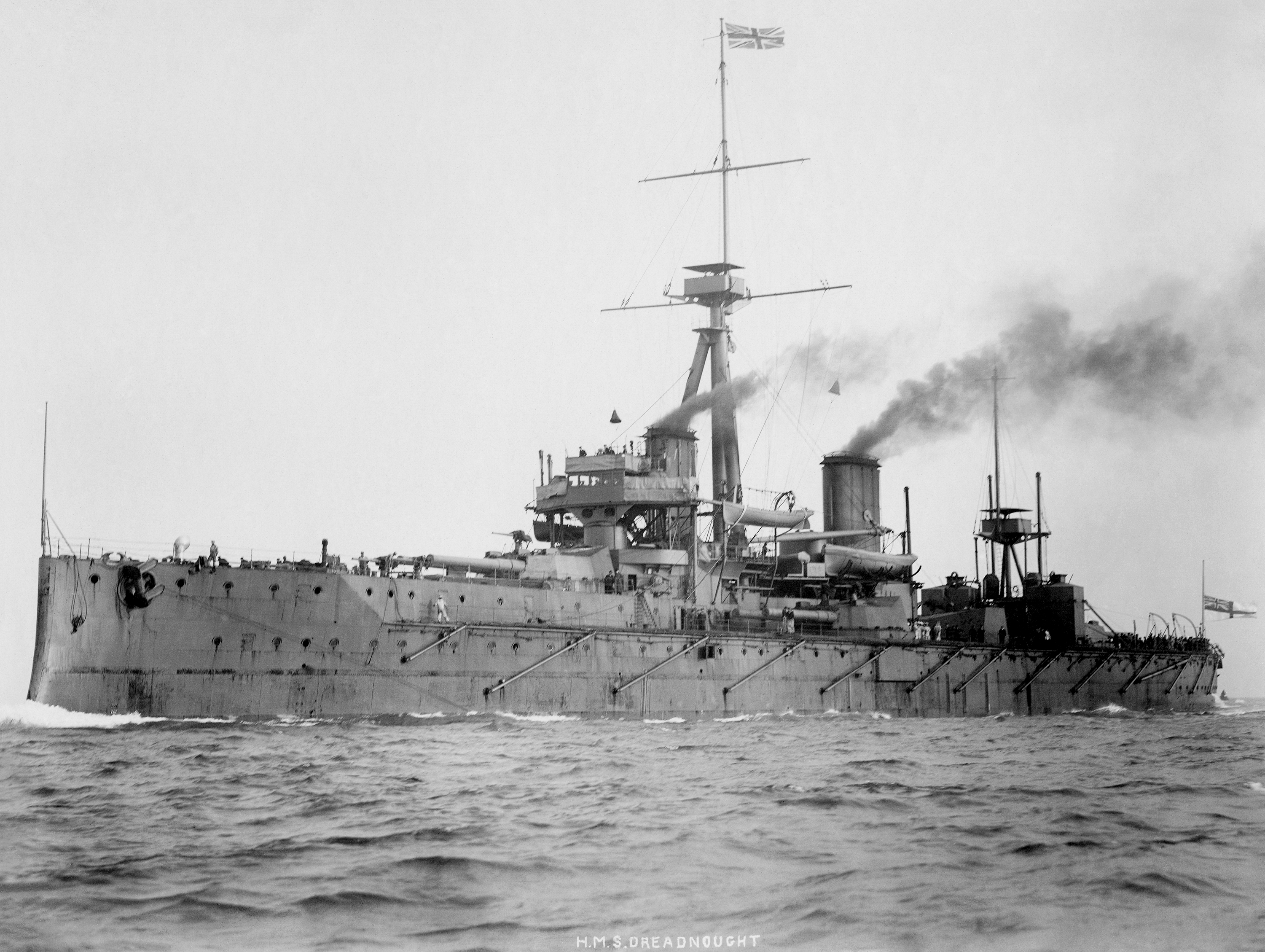
HMS Dreadnought (Navio de guerra britânico.

A "Paz Armada" (Peace through strength, em inglês) foi um período na história política da Europa, que se estende desde o fim da Guerra Franco-Prussiana até a eclosão da Primeira Guerra Mundial e é caracterizado pelo forte desenvolvimento da indústria bélica das grandes potências e a crescente tensão nas relações internacionais. Esta corrida armamentista entre as potências europeias, auxiliada pelo crescimento da Belle Époque do final do século XIX, foi uma das causas mais notáveis da Primeira Guerra Mundial. As contínuas tensões entre os Estados por causa dos conflitos nacionalistas e imperialistas fizeram com que cada Estado destinasse um grande volume de investimento do capital estatal no setor armamentista e na promoção do exército. A indústria bélica aumentou consideravelmente os seus recursos, produzindo novas tecnologias para a guerra. Além disso, quase todas as nações europeias adotaram o serviço militar obrigatório, incentivando assim o sentimento nacionalista. Esses gastos militares excessivos resultariam eventualmente em um processo de falência nacionais.
A política da época foi baseada na ideia expressa pela máxima latina «Si vis pacem, para bellum», que significa: Se queres a paz, prepara-te para a guerra.
Tudo isso resultou em um complexo sistema de alianças em que as nações estavam em conflito, sem estar em guerra.